# كتاب غرائب الفنون وملح العيون
كتاب غرائب الفنون وملح العيون هو كتاب مجهول المؤلف يعود إلى القرن الحادي عشر في مصر الفاطمية، ويتناول علم الفلك والخرائط مع رسومات توضح العالم والكون [الإنجليزية]. يحتوي كتاب غرائب الفنون على 17 خريطة إجمالًا، منها 14 خريطة نادرة جدًّا ومهمة ومميزة، ليس فقط في مجال رسم الخرائط الإسلامية ولكن أيضًا في تاريخ الخرائط في العصور الوسطى بشكل عام والعصر الذهبي للإسلام بشكل خاص. يتضمن الكتاب أول خريطة في التاريخ مسجلة لصقلية بالإضافة إلى خريطة مميزة توضح كروية الأرض ومُسقَطة على شكل مستطيل، وهي تعد أول خريطة متبقية في التاريخ تحتوي على مقياس بياني [الإنجليزية]. لم تنجُ النسخة الأصلية للمخطوطة، ولكن مكتبة بودليان بجامعة أكسفورد اقتنت واحدة من النسخ المعروفة الوحيدة للمخطوط في عام 2002، مما جعل محتوياته متاحة على نطاق واسع اليوم بفضل رقمنته. استنادًا إلى عمليات الإنتاج والمواد الفيزيائية للنسخة، مثل الورق والصبغات، يحدد العلماء تاريخ إنتاج هذه النسخة إلى أوائل القرن الثالث عشر.

## السياق التاريخي والمؤلف
لم يُذكر اسم مؤلف كتاب غرائب الفنون وملح العيون، ولكن خلال أطروحته يكشف بعض المعلومات عن نفسه من خلال الإشارة إلى أحداث تاريخية حدثت في زمنه. تمكن العلماء من التحقق من صحة هذه الأحداث التاريخية، مما سمح لهم بتحديد مكان وزمان تأليف المخطوط بين عامي 1020 و1050 ميلادي. علاوة على ذلك، يُعتقد أن المؤلف كان يعيش في الدولة الفاطمية، وتحديدًا في مصر وأنه كتب هذا الكتاب خلال فترة الحكم الفاطمي، حيث يقر بشرعية أئمة الفاطميين في أحد المقاطع في بداية الكتاب، كما يقدم أيضًا تاريخًا موجزًا عن السلالة الفاطمية، وهو ما يُوحي بأن المؤلف مسلم شيعي. ويتضح أيضًا أن المخطوط مخصص لراعي، ولكن لم تُحدَّد هويته أيضًا في المخطوط.
تشير أستاذة جامعة أكسفورد إميلي سافاج سميث [الإنجليزية] إلى أهمية رؤية الكون بمنظور الكون الكبير والعالم المصغر، لفهم هيكل وتركيب كتاب غرائب الفنون وملح العيون، حيث يتناول الكتاب مفاهيم الأرض والسماء معًا. وتعرّف الأستاذة الكون الكبير في الكتاب بأنه الكون السماوي بأسره، بينما يُعتبر العالم المصغر الكرةَ الأرضيةَ للبشر والذي يُعتبر انعكاسًا مصغرًا للكون.

## المحتوى والتركيب

### المحتوى
يحتوي كتاب غرائب الفنون وملح العيون على مزيج من الكتابات التاريخية والجغرافية، بالإضافة إلى الخرائط والرسوم التوضيحية. يتميز الكتاب بأسلوب منهجي وأكاديمي تقريبًا، حيث تتناول الفصول الأولى المبادئ الأساسية، بينما تتعمق الفصول اللاحقة في مناقشة النجوم والمذنبات والكواكب والرياح والزلازل، بصورة مدهشة The treatise is sectioned into two books, although there is some debate over whether the author intended to split the cosmography into five parts. تتكون أطروحته من كتابين، على الرغم من وجود بعض الجدل حول ما إذا كان المؤلف قد قصد تقسيم الكتاب إلى خمسة أجزاء.
الكتاب الأول يركز على السماء عبر عشرة فصول، ويتناول مواضيع مثل علم الفلك وعلم النجوم [الإنجليزية]. في ذلك الوقت، لم تكن المناظير (تلسكوب) قد اخترعت بعد، لذلك يعرض الجزء الأول فقط الكواكب الخمسة التي يمكن رؤيتها بالعين المجردة (الزهرة، عطارد، المريخ، المشتري، وزحل). ومع ذلك، كان المسلمون في تلك الفترة يعرفون أن الأرض كروية، حيث يذكر المؤلف محيط الأرض، والذي قد يكون كتبه من بعثة المأمُون لقياس محيط الأرض، كما أن المؤلف يستخدم الوحدات الإسلامية والعربية للقياس مثل الميل العربي.
الكتاب الثاني يتناول كوكب الأرض في خمسة وعشرين فصلًا. يستشهد المؤلف بعدة مصادر خارجية في أطروحته، بعضها من المسلمين السابقين وبعضها الآخر من حضارات أخرى مثل كتاب جغرافية بطليموس. يتضمن الجزء الثاني خرائط للعالم، واحدة دائرية والأخرى مستطيلة مُسقَطة من الشكل الكروي. كما يحتوي الجزء على خرائط للمحيط الهندي، البحر الأبيض المتوسط، وبحر قزوين، بالإضافة إلى خرائط للأنهار مثل دجلة والفرات والسند وجيحون والنيل. لم يقتصر المؤلف على السماء والبحار فقط، بل خصص آخر خمسة فصول لمناقشة "الغرائب" مثل وصفه الدقيق للحيوانات الوحشية وللنباتات العجيبة.
تشير أستاذة جامعة أكسفورد إميلي سافاج سميث [الإنجليزية] إلى أن المخطوط يشبه دليل مختصر للقارئ لفهم الكون بسبب الكم الهائل من المعلومات التي يعرضها المؤلف بلغة بسيطة. يركز المؤلف بشكل أكبر على التاريخ والجغرافيا بدلًا من الرياضيات. لذا، لم يكن هذا الكتاب مُعدًا للاستخدام العملي على السفن، بل كان مُوجهًّا أكثر إلى ذوي المناصب في الدولة الفاطمية الذين ليسوا على دراية بتفاصيل فنون رسم الخرائط والملاحة، ويريدون مختصرًا للمعلومات المتوفرة.

### التركيب
تتكون النسخة المحفوظة من كتاب غرائب الفنون وملح العيون من 46 مطوية، وهي تعادل اليوم 96 صفحة. يبلغ قياس كل مطوية 324 × 245 مم. وعلى الرغم من أنها منسوخة من المخطوطة الأصلية، إلا أنها جذبت اهتمام الباحثين. إن الورق الذي استخدم في النسخة التي تعود إلى القرن الثالث عشر من هذا الكتاب مُلمع قليلًا بلون بسكويتي بني، وقوي، ومع ذلك فهو ناعم ونسبيًّا غير شفاف. لم يُعثَر على أي علامات مائية على الورق. تمكن المتخصصون من تحديد تاريخ تأليف المخطوط باستخدام عملية إنتاج الورق، حيث يُعتقد أنه أُنتِج باستخدام قالب من العشب وفطر العفن لصناعة الورق [الإنجليزية]، وهي طريقة كانت شائعة في مصر وبلاد الشام أكثر من العراق وإيران في القرنين الثالث عشر والرابع عشر.
صفحات المخطوط مهترئة من الأطراف، ولكنها تظهر أيضًا علامات إصلاحات متكررة بمرور الوقت. قام الناسخ بكتابة النص بخط النسخ بحبر أسود كثيف، مع اختيار كتابة العناوين بالحبر الأحمر. أما الكتابة على الخرائط فقد كانت بنفس الخط ولكن بحجم أصغر بكثير. أظهرت دراسة دقيقة للخرائط في المخطوط أن بعض الرسومات، مثل تلك الخاصة بالمذنبات والجزر الصغيرة، قد تم رشها بالذهب أو الفضة، بينما المناطق المنحنية التي تمثل المياه فلُوِّنَت بالفضة المؤكسدة. كما قام المؤلف بتلوين المناطق البرية باللون الأحمر المصنوع من الرصاص المؤكسد. وقد اكتشف المتخصصون أيضًا بعض المناطق في الخرائط التي قد قد أُعيد طلاؤها أو تغطيتها بمادة لامعة تشبه الورنيش، والتي أصبحت الآن متشققة ومجعدة.

## خريطة العالم المستطيلة

خريطة العالم المستطيلة من نسخة تعود للقرن الثالث عشر من كتاب غرائب الفنون وملح العيون التي أُنتِجَت في مصر الفاطمية في القرن الحادي عشر. تُحفظ حاليًا في مكتبة بودليان بجامعة أكسفورد.

تُعتبر الخريطة المستطيلة للعالم في كتاب غرائب الفنون وملح العيون أقدم خريطة باقية تحتوي على مقياس بياني [الإنجليزية]، ليس فقط في تاريخ رسم الخرائط الإسلامية بل أيضًا في تاريخ رسم الخرائط الأوروبية. الخريطة هي ثنائية الورقة وتغطي كامل الفصل الثاني من الكتاب الثاني من الأطروحة، الذي يصف الأرض. تُظهر ميزات الخريطة تشابهًا مع الأنظمة الجغرافية في العصور القديمة وكذلك أعمال الفلكيين الإسلاميين مثل الخوارزمي. كان المؤلف يهدف إلى تصوير العالم المأهول والمعروف، لذا اُستُبعدَت بقية قارة أفريقيا من الخريطة لأن الفكر السائد لدى المسلمين والأوروبيين أنها كانت تُعتبر غير مأهولة في ذلك الوقت، بسبب وجود الصحراء الكبرى والغابات الاستوائية الضخمة التي فصلت الأفريقيين عن العالم، فاقتصر اتصال العرب بسكان شرق أفريقيا مثل الصومال وزنجبار وغرب أفريقيا مثل مالي.
تتميز هذه الخريطة عن غيرها في كتاب غرائب الفنون وملح العيون بأنها خريطة مستقلة. فهي لا تقتصر على تغطية كامل الفصل الثاني فقط، بل تنقل معلومات بشكل مستقل عن النص التفسيري، وهو أمر نادر، إذ أن الخرائط الأخرى في الكتاب عادة ما تصاحبها نصوص تكميلية. كما أنها فريدة بسبب أنها مُسقَطة على شكل مستطيلي مثل الخرائط الحديثة، وهذا يختلف عن خرائط العالم العائدة للعصور الوسطى السابقة التي كانت دائرية الشكل.
نظرًا لأنها تجمع بين تقنيات رسم الخرائط اليونانية والعربية، تُعد الخريطة المستطيلة للعالم دليلًا على تدفق المعرفة الجغرافية والأفكار من الشرق الأوسط الناطق باليونانية في العصور ما قبل الإسلام إلى الثقافة العلمية العربية في الإسلام المبكر. تُعتبر هذه الخريطة أقدم خريطة معروفة تحتوي على شريط مقياس أو خطوط الشبكة، وذلك قبل عصر النهضة الأوروبية، مما يشير إلى أن الإطار الرياضي للجغرافيا الذي استخدمه المؤلف يأتي من تعرضه لأنظمة الخرائط القديمة. على الرغم من أن شريط المقياس في أعلى الخريطة ليس دقيقًا رياضيًا، إلا أنه يدل على أن المؤلف كان على دراية بمفاهيم رسم الخرائط التي وضعها بطليموس.
في نفس الوقت، دمج المؤلف الممارسات التقليدية لرسم الخرائط العربية من خلال تغيير الاتجاه ليضع الجنوب في أعلى الخريطة بدلًا من الشمال، وهو تقليد شائع في الخرائط الإسلامية. كما أضاف 395 اسم مدينة إلى الخريطة، وهو اختيار يختلف عن معظم خرائط العصور الوسطى التي تعرض فقط الأسماء الإقليمية. النقاط الحمراء التي تملأ الخريطة تمثل مدنًا معينة وطرق التجارة، وقد استلهمها من خرائط ابن حوقل، الجغرافي المسلم في القرن العاشر. لقد استخدم مؤلف كتاب غرائب الفنون وملح العيون مجموعة واسعة من الأفكار العلمية، حيث دمج العديد من التقنيات والأفكار المختلفة (مستشهدًا بأكثر من 20 مصدرًا مكتوبًا) ليصنع ليس فقط هذه الخريطة، بل أيضًا كتابًا مليئًا بالغرائب والعجائب التي لا يزال العلماء يكتشفون منها أشياء جديدة حتى اليوم.

## طالع أيضًا
- الخريطة المأمونية